# Andrzej Żurawski
Andrzej Żurawski, né en 1959, en Pologne, est un ancien joueur de basket-ball polonais. Il évoluait aux postes de meneur et d'arrière. 

## Palmarès
- Champion de Pologne 1985, 1986